# BAP/Diskografie
Diese Diskografie ist eine Übersicht über die musikalischen Werke der deutschen Kölschrock-Band BAP und ihren Pseudonymen wie Wolfgang Niedecken’s BAP und Niedeckens BAP. Den Schallplattenauszeichnungen zufolge hat sie bisher mehr als sechs Millionen Tonträger verkauft und gehört damit zu den Interpreten mit den meisten verkauften Tonträgern in Deutschland. Ihre erfolgreichsten Veröffentlichungen sind die Alben Für usszeschnigge! und Vun drinne noh drusse mit jeweils über einer Million verkauften Einheiten.

## Alben

### Studioalben
| Jahr | Titel                                                                             | Höchstplatzierung, Gesamtwochen/‑monate, AuszeichnungChartplatzierungen (Jahr, Titel, Platzierungen, Wochen/Monate, Auszeichnungen, Anmerkungen) | Höchstplatzierung, Gesamtwochen/‑monate, AuszeichnungChartplatzierungen (Jahr, Titel, Platzierungen, Wochen/Monate, Auszeichnungen, Anmerkungen) | Höchstplatzierung, Gesamtwochen/‑monate, AuszeichnungChartplatzierungen (Jahr, Titel, Platzierungen, Wochen/Monate, Auszeichnungen, Anmerkungen) | Anmerkungen                                                  |
| Jahr | Titel                                                                             | DE | AT | CH | Anmerkungen                                                  |
| ---- | --------------------------------------------------------------------------------- | --- | --- | --- | ------------------------------------------------------------ |
| 1979 | Wolfgang Niedecken’s BAP rockt andere kölsche Leeder als Wolfgang Niedecken’s BAP | DE21 Gold · (10 Wo.)DE | — | — | Erstveröffentlichung: November 1979 Verkäufe: + 250.000      |
| 1980 | affjetaut als Wolfgang Niedecken’s BAP                                            | DE11 Gold · (16 Wo.)DE | — | — | Erstveröffentlichung: November 1980 Verkäufe: + 250.000      |
| 1981 | für usszeschnigge!                                                                | DE1 ×2Doppelplatin · (81 Wo.)DE | — | — | Erstveröffentlichung: 12. Oktober 1981 Verkäufe: + 1.000.000 |
| 1982 | vun drinne noh drusse                                                             | DE1 ×2Doppelplatin · (42 Wo.)DE | — | — | Erstveröffentlichung: 30. August 1982 Verkäufe: + 1.000.000  |
| 1984 | Zwesche Salzjebäck un Bier                                                        | DE1 Gold · (36 Wo.)DE | AT17 (1 Mt.)AT | CH4 (11 Wo.)CH | Erstveröffentlichung: 27. Mai 1984 Verkäufe: + 250.000       |
| 1986 | Ahl Männer, aalglatt                                                              | DE1 Gold · (35 Wo.)DE | AT7 (3½ Mt.)AT | CH2 (11 Wo.)CH | Erstveröffentlichung: 27. Januar 1986 Verkäufe: + 250.000    |
| 1988 | Da Capo                                                                           | DE1 Platin · (27 Wo.)DE | — | CH2 Gold · (12 Wo.)CH | Erstveröffentlichung: 28. August 1988 Verkäufe: + 525.000    |
| 1990 | X für ’e U                                                                        | DE1 Platin · (33 Wo.)DE | — | CH12 (10 Wo.)CH | Erstveröffentlichung: 28. Oktober 1990 Verkäufe: + 500.000   |
| 1993 | Pik Sibbe                                                                         | DE2 Gold · (27 Wo.)DE | — | CH14 (7 Wo.)CH | Erstveröffentlichung: 30. August 1993 Verkäufe: + 250.000    |
| 1996 | Amerika                                                                           | DE2 Gold · (20 Wo.)DE | — | CH17 (7 Wo.)CH | Erstveröffentlichung: 19. August 1996 Verkäufe: + 250.000    |
| 1999 | Comics & Pin-Ups                                                                  | DE1 (18 Wo.)DE | — | CH27 (6 Wo.)CH | Erstveröffentlichung: 24. Januar 1999                        |
| 1999 | Tonfilm                                                                           | DE2 (8 Wo.)DE | — | — | Erstveröffentlichung: 13. September 1999                     |
| 2001 | Aff un zo                                                                         | DE1 Gold · (16 Wo.)DE | — | CH27 (7 Wo.)CH | Erstveröffentlichung: 10. Juni 2001 Verkäufe: + 150.000      |
| 2004 | Sonx                                                                              | DE3 Gold · (12 Wo.)DE | — | CH66 (3 Wo.)CH | Erstveröffentlichung: 28. Februar 2004 Verkäufe: + 100.000   |
| 2008 | Radio Pandora                                                                     | DE1 (15 Wo.)DE | — | CH53 (1 Wo.)CH | Erstveröffentlichung: 16. Mai 2008                           |
| 2011 | Halv su wild                                                                      | DE3 (11 Wo.)DE | AT72 (1 Wo.)AT | CH57 (3 Wo.)CH | Erstveröffentlichung: 25. März 2011                          |
| 2016 | Lebenslänglich als Niedeckens BAP                                                 | DE3 (23 Wo.)DE | AT38 (1 Wo.)AT | CH17 (1 Wo.)CH | Erstveröffentlichung: 15. Januar 2016                        |
| 2020 | Alles fließt als Niedeckens BAP                                                   | DE2 (17 Wo.)DE | AT26 (1 Wo.)AT | CH9 (4 Wo.)CH | Erstveröffentlichung: 18. September 2020                     |

grau schraffiert: keine Chartdaten aus diesem Jahr verfügbar

### Livealben
| Jahr | Titel                                                     | Höchstplatzierung, Gesamtwochen, AuszeichnungChartplatzierungen (Jahr, Titel, Platzierungen, Wochen, Auszeichnungen, Anmerkungen) | Höchstplatzierung, Gesamtwochen, AuszeichnungChartplatzierungen (Jahr, Titel, Platzierungen, Wochen, Auszeichnungen, Anmerkungen) | Höchstplatzierung, Gesamtwochen, AuszeichnungChartplatzierungen (Jahr, Titel, Platzierungen, Wochen, Auszeichnungen, Anmerkungen) | Anmerkungen                                                    |
| Jahr | Titel                                                     | DE | AT | CH | Anmerkungen                                                    |
| ---- | --------------------------------------------------------- | --- | --- | --- | -------------------------------------------------------------- |
| 1983 | Bess demnähx                                              | DE1 Platin · (32 Wo.)DE | — | — | Erstveröffentlichung: 1. August 1983 Verkäufe: + 500.000       |
| 1991 | ...affrocke!!                                             | DE5 (16 Wo.)DE | — | CH24 (6 Wo.)CH | Erstveröffentlichung: 26. August 1991                          |
| 2002 | Övverall                                                  | DE8 (7 Wo.)DE | — | CH88 (1 Wo.)CH | Erstveröffentlichung: 10. März 2002                            |
| 2009 | Live und in Farbe                                         | DE18 (6 Wo.)DE | — | — | Erstveröffentlichung: 6. März 2009                             |
| 2011 | Volles Programm                                           | DE27 (3 Wo.)DE | — | — | Erstveröffentlichung: 25. November 2011                        |
| 2014 | Das Märchen vom gezogenen Stecker als Niedeckens BAP      | DE1 (9 Wo.)DE | AT57 (1 Wo.)AT | CH39 (1 Wo.)CH | Erstveröffentlichung: 29. August 2014                          |
| 2016 | Lebenslänglich im Heimathafen Neukölln als Niedeckens BAP | DE*DE | — | — | Erstveröffentlichung: 18. November 2016 * siehe Lebenslänglich |
| 2018 | Live und deutlich als Niedeckens BAP                      | DE1 (8 Wo.)DE | — | CH50 (2 Wo.)CH | Erstveröffentlichung: 2. November 2018                         |
| 2024 | Zeitreise / Live im Sartory als Niedeckens BAP            | DE1 (… Wo.)DE | AT40 (1 Wo.)AT | CH10 (2 Wo.)CH | Erstveröffentlichung: 26. April 2024                           |

### Kompilationen
| Jahr | Titel                             | Höchstplatzierung, Gesamtwochen, AuszeichnungChartplatzierungen (Jahr, Titel, Platzierungen, Wochen, Auszeichnungen, Anmerkungen) | Höchstplatzierung, Gesamtwochen, AuszeichnungChartplatzierungen (Jahr, Titel, Platzierungen, Wochen, Auszeichnungen, Anmerkungen) | Höchstplatzierung, Gesamtwochen, AuszeichnungChartplatzierungen (Jahr, Titel, Platzierungen, Wochen, Auszeichnungen, Anmerkungen) | Anmerkungen                                                 |
| Jahr | Titel                             | DE | AT | CH | Anmerkungen                                                 |
| ---- | --------------------------------- | --- | --- | --- | ----------------------------------------------------------- |
| 1995 | Wahnsinn – Die Hits von 79–95     | DE5 Platin · (24 Wo.)DE | — | — | Erstveröffentlichung: 16. Oktober 1995 Verkäufe: + 500.000  |
| 2005 | Dreimal zehn Jahre                | DE7 Gold · (19 Wo.)DE | — | CH97 (1 Wo.)CH | Erstveröffentlichung: 18. November 2005 Verkäufe: + 100.000 |
| 2016 | Die beliebtesten Lieder 1976–2016 | DE6 (8 Wo.)DE | — | CH34 (2 Wo.)CH | Erstveröffentlichung: 6. Mai 2016                           |

Weitere Kompilationen
- 1985: Kristallnacht (UK-Sampler)

## Singles

### Als Leadmusiker
| Jahr | Titel Album                                      | Höchstplatzierung, Gesamtwochen, AuszeichnungChartplatzierungen (Jahr, Titel, Album, Platzierungen, Wochen, Auszeichnungen, Anmerkungen) | Höchstplatzierung, Gesamtwochen, AuszeichnungChartplatzierungen (Jahr, Titel, Album, Platzierungen, Wochen, Auszeichnungen, Anmerkungen) | Höchstplatzierung, Gesamtwochen, AuszeichnungChartplatzierungen (Jahr, Titel, Album, Platzierungen, Wochen, Auszeichnungen, Anmerkungen) | Anmerkungen                                      |
| Jahr | Titel Album                                      | DE | AT | CH | Anmerkungen                                      |
| ---- | ------------------------------------------------ | --- | --- | --- | ------------------------------------------------ |
| 1982 | Verdamp lang her Für usszeschnigge!              | DE13 (22 Wo.)DE | — | — | Erstveröffentlichung: Oktober 1981               |
| 1982 | Kristallnaach Vun drinne noh drusse              | DE25 (21 Wo.)DE | — | — | Erstveröffentlichung: 6. September 1982          |
| 1983 | Chauvi Rock –                                    | DE49 (5 Wo.)DE | — | — | Erstveröffentlichung: 7. Februar 1983            |
| 1983 | Nemm mich met Bess demnähx                       | DE49 (4 Wo.)DE | — | — | Erstveröffentlichung: 8. August 1983             |
| 1984 | Drei Wünsch’ frei Zwesche Salzjebäck un Bier     | DE71 (2 Wo.)DE | — | — | Erstveröffentlichung: 18. Juni 1984              |
| 1985 | Bunte Trümmer Ahl Männer, aalglatt               | DE30 (11 Wo.)DE | — | — | Erstveröffentlichung: 9. Dezember 1985           |
| 1986 | Time is Cash, Time is Money Ahl Männer, aalglatt | DE24 (16 Wo.)DE | — | — | Erstveröffentlichung: 26. Mai 1986               |
| 1988 | Fortsetzung folgt … Da Capo                      | DE10 (12 Wo.)DE | — | — | Erstveröffentlichung: 22. August 1988            |
| 1988 | Saison der Container Da Capo                     | DE65 (4 Wo.)DE | — | — | Erstveröffentlichung: 26. Dezember 1988          |
| 1989 | Dat däät joot Da Capo                            | DE75 (1 Wo.)DE | — | — | Erstveröffentlichung: 27. Februar 1989           |
| 1990 | Alles em lot X für ’e U                          | DE36 (23 Wo.)DE | — | — | Erstveröffentlichung: 22. Oktober 1990           |
| 1991 | Sie määt süchtig X für ’e U                      | DE95 (3 Wo.)DE | — | — | Erstveröffentlichung: 17. Juni 1991              |
| 1991 | Verdamp lang her (live) … affrocke!!             | DE85 (4 Wo.)DE | — | — | Erstveröffentlichung: 2. September 1991          |
| 1993 | Widderlich Pik Sibbe                             | DE38 (7 Wo.)DE | — | — | Erstveröffentlichung: 23. August 1993            |
| 1993 | Wie die Sichel vum Mohnd Pik Sibbe               | DE77 (4 Wo.)DE | — | — | Erstveröffentlichung: 22. November 1993          |
| 1995 | Ich danz met dir Wahnsinn – Die Hits von 79-95   | DE79 (7 Wo.)DE | — | — | Erstveröffentlichung: 16. Oktober 1995           |
| 1996 | Nix wie bessher Amerika                          | DE67 (9 Wo.)DE | — | — | Erstveröffentlichung: 29. Juli 1996              |
| 1999 | Ahnunfuersich Comics & Pin-Ups                   | DE61 (9 Wo.)DE | — | — | Erstveröffentlichung: 8. Februar 1999            |
| 1999 | Rita, mir zwei Tonfilm                           | DE80 (3 Wo.)DE | — | — | Erstveröffentlichung: 23. August 1999            |
| 2001 | Aff un zo                                        | DE28 (9 Wo.)DE | — | — | Erstveröffentlichung: 21. Mai 2001               |
| 2001 | Shoeshine Aff un zo                              | DE73 (1 Wo.)DE | — | — | Erstveröffentlichung: 24. September 2001         |
| 2004 | Wann immer du nit wiggerweiss Sonx               | DE57 (3 Wo.)DE | — | — | Erstveröffentlichung: 9. Februar 2004            |
| 2004 | Für Maria Sonx                                   | DE100 (1 Wo.)DE | — | — | Erstveröffentlichung: 7. Juni 2004               |
| 2005 | Frau, ich freu mich Dreimal zehn Jahre           | DE57 (3 Wo.)DE | — | — | Erstveröffentlichung: 28. Oktober 2005           |
| 2006 | Verdamp lang her Dreimal zehn Jahre              | DE48 (8 Wo.)DE | — | — | Erstveröffentlichung: 24. März 2006 mit Thomas D |
| 2008 | Morje fröh doheim Radio Pandora                  | DE66 (5 Wo.)DE | — | — | Erstveröffentlichung: 18. April 2008             |
| 2012 | All die Augenblicke –                            | DE37 (4 Wo.)DE | — | — | Erstveröffentlichung: 23. März 2012 mit Clueso   |

Weitere Singles
- 1981: Jupp
- 1984: Alexandra, nit nur do
- 1986: Endlich allein
- 1989: Shanghai
- 1991: Vis á Vis
- 1991: Verdamp lang her (live)
- 1993: Paar Daach fröher („Die Vier-Balladen-CD“)
- 1996: Lass se doch reden
- 1996: Weihnachtnaach (feat. Nina Hagen)
- 1998: Lena
- 1999: Mayday
- 2000: FC, jeff Jas! (verschiedene Versionen)
- 2002: Schluss, aus, okay
- 2006: Time Is Cash, Time Is Money (feat. Culcha Candela)
- 2024: Südstadt, verzäll nix (Live im Sartory)
- 2024: Nit für Kooche (Live im Sartory)

### Als Gastmusiker
| Jahr | Titel Album     | Höchstplatzierung, Gesamtwochen, AuszeichnungChartplatzierungen (Jahr, Titel, Album, Platzierungen, Wochen, Auszeichnungen, Anmerkungen) | Höchstplatzierung, Gesamtwochen, AuszeichnungChartplatzierungen (Jahr, Titel, Album, Platzierungen, Wochen, Auszeichnungen, Anmerkungen) | Höchstplatzierung, Gesamtwochen, AuszeichnungChartplatzierungen (Jahr, Titel, Album, Platzierungen, Wochen, Auszeichnungen, Anmerkungen) | Anmerkungen                                                                             |
| Jahr | Titel Album     | DE | AT | CH | Anmerkungen                                                                             |
| ---- | --------------- | --- | --- | --- | --------------------------------------------------------------------------------------- |
| 1985 | Nackt im Wind – | DE3 (10 Wo.)DE | — | — | Erstveröffentlichung: 21. Januar 1985 Verkäufe: + 150.000; als Teil von Band für Afrika |

## Videoalben
| Jahr | Titel                        | Höchstplatzierung, Gesamtwochen, AuszeichnungChartplatzierungen (Jahr, Titel, Platzierungen, Wochen, Auszeichnungen, Anmerkungen) | Höchstplatzierung, Gesamtwochen, AuszeichnungChartplatzierungen (Jahr, Titel, Platzierungen, Wochen, Auszeichnungen, Anmerkungen) | Höchstplatzierung, Gesamtwochen, AuszeichnungChartplatzierungen (Jahr, Titel, Platzierungen, Wochen, Auszeichnungen, Anmerkungen) | Anmerkungen                         |
| Jahr | Titel                        | DE | AT | CH | Anmerkungen                         |
| ---- | ---------------------------- | --- | --- | --- | ----------------------------------- |
| 2003 | Viel passiert – Der BAP Film | DE59 a (1 Wo.)DE | — | — | Erstveröffentlichung: 31. März 2003 |

Weitere Videoalben
- 2002: Övverall (Verkäufe: + 25.000, DE: Gold)
- 2004: Sonx – Der Film
- 2005: Dreimal Zehn Jahre (Verkäufe: + 25.000, DE: Gold)
- 2008: BAP – Rockpalast: Loreley, 28. August 1982
- 2008: BAP – Rockpalast: Grugahalle, 15. März 1986
- 2008: BAP – Rockpalast: Koblenz, 18. November 1996
- 2009: BAP – Rockpalast: Musical Dome, 22. November 1999
- 2009: BAP – Rockpalast: Euskirchen, 15. Juni 2001
- 2009: BAP – Rockpalast: Markthalle, 28. November 1981
- 2009: BAP – Rockpalast: KölnArena, 14./15. Januar 2006
- 2016: Lebenslänglich
- 2016: Lebenslänglich im Heimathafen Neukölln (Special Edition)

## Statistik

### Chartauswertung
|                     | DE     | AT    | CH     |
| ------------------- | ------ | ----- | ------ |
| Nummer-eins-Alben   | DE13DE | AT—AT | CH—CH  |
| Top-10-Alben        | DE25DE | AT1AT | CH5CH  |
| Alben in den Charts | DE30DE | AT7AT | CH20CH |

|                       | DE     | AT    | CH    |
| --------------------- | ------ | ----- | ----- |
| Nummer-eins-Singles   | DE—DE  | AT—AT | CH—CH |
| Top-10-Singles        | DE2DE  | AT—AT | CH—CH |
| Singles in den Charts | DE28DE | AT—AT | CH—CH |

|                          | DE    | AT    | CH    |
| ------------------------ | ----- | ----- | ----- |
| Nummer-eins-Videoalben   | DE—DE | AT—AT | CH—CH |
| Top-10-Videoalben        | DE—DE | AT—AT | CH—CH |
| Videoalben in den Charts | DE1DE | AT—AT | CH—CH |

### Auszeichnungen für Musikverkäufe
Anmerkung: Auszeichnungen in Ländern aus den Charttabellen bzw. Chartboxen sind in ebendiesen zu finden.
| Land/RegionAuszeichnungen für Musikverkäufe (Land/Region, Auszeichnungen, Verkäufe, Quellen) | Gold       | Platin     | Verkäufe  | Quellen                            |
| -------------------------------------------------------------------------------------------- | ---------- | ---------- | --------- | ---------------------------------- |
| Deutschland (BVMI)                                                                           | 11× Gold11 | 8× Platin8 | 6.050.000 | musikindustrie.de, Einzelnachweise |
| Schweiz (IFPI)                                                                               | Gold1      | —          | 25.000    | hitparade.ch                       |
| Insgesamt                                                                                    | 12× Gold12 | 8× Platin8 |           |                                    |